# Příměstská linka
Příměstská linka je neoficiální název pro linku veřejné dopravy zajišťující místní dopravní obslužnost mezi městem a dalšími blízkými obcemi, popřípadě jen mezi obcemi v blízkosti většího města, tedy pro jeden z typů regionálních linek. 
Příměstská linka může být formálně buď součástí městské hromadné dopravy dotyčného města, nebo nemusí mít status městské dopravy. V tarifním začleňování příměstských linek do městské hromadné dopravy a využívání městských linek pro obsluhu příměstských oblastí spočívaly i první kroky k zavádění integrovaných dopravních systémů (v České republice ve větší míře až od první poloviny 90. let 20. století). 